# Eudendrium maorianus
Eudendrium maorianus is een hydroïdpoliep uit de familie Eudendriidae. De poliep komt uit het geslacht Eudendrium. Eudendrium maorianus werd in 1996 voor het eerst wetenschappelijk beschreven door Schuchert. 